# Aviaprad
Aviaprad (russisch Авиапрад) war eine Fluggesellschaft mit Sitz in Tscheljabinsk, Russland. Sie transportierte Luftfracht als Chartergesellschaft im Bereich der GUS, in Europa und den Vereinigten Arabischen Emiraten. Am 5. Februar 2008 verständigte man sich mit der Ural Airlines den Flugbetrieb bis zum 11. Februar 2008  zu übergeben.

## Flotte
Mit Stand März 2008 bestand die Flotte der Aviaprad aus den folgenden Flugzeugen:
- 2 Boeing 737-500
- 2 Iljuschin Il-86
- 2 Jakowlew Jak-42
- 6 Jakowlew Jak-42D
- 2 Tupolew Tu-154M